# Pitică neagră
O pitică neagră este o stea care, în mod ipotetic, primește acest nume pentru o fază (etapă) târzie a existenței sale, presupusă finală. Știința spune că o stea primește denumirea de pitică neagră în urma procesului de transformare pe care-l suferă, din etapa de pitică albă, atunci când pitica albă nu mai are suficientă energie pentru a genera căldură sau lumină (fotoni). Deoarece timpul necesar pentru ca o pitică albă să-și consume întreaga energie este mai mare decât vârsta universului, presupusă a fi de 13,75 miliarde de ani, existența unor stele-pitice negre este doar postulată teoretic, fiind de așteptat (presupus) ca o astfel de stea să nu existe încă și să nu poată fi observată fizic în momentul de față. Deși se presupune că stadiul de pitică neagră ar fi, în unele cazuri, și stadiul final în care poate ajunge o stea, știința postulează totuși, că ea ar mai trece în continuare, pentru o anumită perioadă de timp ca urmare a scăderii continue a temperaturii și creșterii valorii forțelor ei gravitaționale, în faza de stea neutronică și mai apoi, în urma colapsului gravitațional total al materiei acesteia, de fapt în faza ei finală aceea de singularitate gravitațională sau mai bine cunoscută sub numele de gaură neagră. Pentru a înțelege mai exact cum apare o pitică neagră, este necesară o scurtă prezentare a ciclului de viață al unei stele.

## De la praf stelar la pitica neagră

### Formarea stelei
O stea se formează când o cantitate mare de gaz (în majoritate hidrogen) și materie stelară (rămășițe ale unor supernove - eventual) începe să se concentreze printr-o mișcare spirală spre un punct central (suma punctelor de gravitație al particulelor). Mișcarea în spirală devine tot mai rapidă pe măsura acumulării particulelor de gaz și materie spre centrul viitoarei stele, mărind astfel forța gravitațională. Atomii de hidrogen se vor ciocni între ei din ce în ce mai des și cu viteze tot mai mari, într-un spațiu tot mai mic (atracția gravitațională îi ține foarte apropiați micșorând spațiul dintre ei), rezultând o creștere foarte mare a temperaturii. La un moment dat gazul va deveni atât de fierbinte încât atomii de hidrogen, sub influența temperaturii uriașe și a forței gravitaționale, vor fuziona și se vor transforma în heliu eliberând o cantitate de energie foarte mare, comparabilă cu cea degajată de explozia mai multor bombe cu hidrogen.
Temperatura din miezul stelei poate ajunge atunci până la 27 milioane de grade celsius. Această cantitate uriașă de energie este cea care face ca steaua să strălucească. Gazul va continua să se contracte sub influența forței gravitaționale până când cantitatea de energie degajată prin fuziune va compensa forța gravitațională iar atunci, prin oprirea contracției gazului, steaua va intra în echilibru hidrostatic, adică va continua să strălucească precum un soare păstrându-și relativ un volum constant, dat de echilibru între forța gravitațională proprie și energia degajată de fuziunea atomilor de hidrogen din miezul ei.
Cu cât steaua formată este mai mare cu atât va degaja mai multă energie și prin urmare își va consuma mai rapid combustibilul. În acest caz, când are o masă mare, de peste 10 de ori masa solară, steaua va rămâne în starea de echilibru hidrostatic o perioadă mai scurtă de timp (câteva sute de milioane de ani) dar în schimb va străluci foarte tare fiind una foarte fierbinte - temperatura din miez poate ajunge la 1 miliard de grade celsius. În concluzie, cu cât steaua este mai mare cu atât va "trăi" mai puțin. Aici prin termenul de puțin se înțelege sute de milioane de ani. Prin comparație, soarele nostru, a "trăit" până acuma cam 4,7 miliarde de ani și mai are suficient combustibil (hidrogen) pentru încă 5 miliarde de ani.

### Gigantica roșie
Când cantitatea de hidrogen din centrul stelei scade sub o anumită valoare, temperatura ei scade implicit iar materia din miez  începe să se contracte datorită forței de gravitație care nu mai poate fi compensată. Astfel, se formează o crustă în jurul materiei din miez iar în interiorul crustei continuă reacțiile nucleare din hidrogenul rămas neconsumat. Sub această crustă temperatura crește foarte mult, deoarece se disipă mai greu în spațiu, ducând la creșterea numărului de reacții nucleare și prin urmare la creșterea luminozității stelei cu un factor cuprins între 1.000 - 10.000. Straturile gazoase exterioare ale stelei se extind foarte mult (în cazul soarelui nostru se presupune că acestea vor ajunge până la traiectoria pământului) ducând la disiparea căldurii pe o suprafață spațială mult mai mare și implicit la scăderea continuă a temperaturii în miezul stelei. Ca urmare a disipării căldurii culoarea vizibilă a straturilor exterioare migrează spre roșu deși, de fapt, culoarea lor este portocalie. Începe faza de gigantică roșie a stelei care ține câteva milioane de ani. Pe durata acestei perioade, datorită oscilațiilor mari de temperatură din miezul stelei, crusta se dilată și se contractă de mai multe ori (ca o pulsație), generând în miez diferite praguri staționare de temperatură, favorizând procesul de nucleosinteză.
Ce se întâmplă mai departe cu steaua, depinde foarte mult de masa acesteia și aici avem 4 situații:
1. În situația unei stele cu masa foarte mare (mai mult de 10 ori masa solară), procesul de nucleosinteză va duce la formarea elementelor mai grele decât heliul cum ar fi carbon, neon, oxigen, magneziu, sulf siliciu și fier [2]. La un moment dat, când masa elementelor formate în miezul acesteia va depăși limita Chandrasekhar (1,4 mase solare), va rezulta o implozie a miezului însoțită de o creștere rapidă a temperaturii (5,4x109 grade celsius) steaua colapsând în 0,25 secunde. Urmare a colapsului, temperatura va crește brusc (în 0,001 secunde) la 23x109 grade celsius după care steaua va exploda într-o supernovă [2]. Dacă steaua are între 10 și 20 de mase solare ea va deveni o stea neutronică, dacă are între 20 și 40 de mase solare va trece în faza de gaură neagră iar dacă are peste 50 de mase solare se va transforma direct într-o gaură neagră fără a mai exploda ca o supernovă.
2. În situația unei stele cu masa cuprinsă între 8 și 10,5 mase solare, datorită masei mari a acesteia se generează temperaturi suficient de ridicate pentru a transforma tot carbonul, rezultat din heliu, în elemente mai grele. Steaua se va transforma într-o pitică albă stabilă.
3. În situația unei stele cu masă mai mică de 1,4 ori masa solară, heliul se va transforma doar în carbon și oxigen, temperatura va scădea brusc iar miezul ei se va contracta foarte mult. În acest caz steaua va deveni o pitică albă instabilă.
4. Unele stele, care au o masă foarte mică, nu reușesc să genereze temperaturi suficient de mari pentru a declanșa procesul de transformare al heliului în alte elemente mai grele. Ele vor deveni o pitice albe prin pierderea de masă.

### Pitica albă
În cazul soarelui nostru și al stelelor a căror masă este mai mică decât limita Chandrasekhar (1.4 mase solare sau 2.864 × 1030 kg) straturile exterioare de gaz se vor desprinde de miezul stelei formând o nebuloasă planetară. Cu timpul miezul, rămas singur, va deveni foarte dens datorită contracției, cauzată de forța gravitațională foarte mare. Totuși, la un moment dat, contracția sau colapsul stelei se va opri la o stare finală de echilibru și steaua va trece în faza de pitică albă, având o rază de câteva mii de kilometri și o densitate de sute de tone pe centimetru cub .Într-o astfel de pitică albă nu mai au loc reacții nucleare deoarece nu mai există hidrogen ci doar carbon și oxigen iar energia ce se opune forței gravitaționale, pentru ca steaua să nu colapseze, este suplinită de energia produsă de tendința de respingere dintre electronii materiei stelei, conform principiului de excluziune a lui Pauli. O pitică albă formată doar din carbon și oxigen este foarte instabilă, deoarece în cazul în care masa stelei depășește valoarea limită Chandrasekhar, prin acumularea de materie stelară de la un eventual companion, aceasta va exploda asemeni unei supernove printr-un proces denumit detonarea carbonului.

## Pitica neagră
O pitică albă își va pierde treptat energia, prin radiație termică și prin producerea de unde gravitaționale, se va răci și într-un final va deveni o pitică neagră. Dacă astfel de stele există atunci ele sunt foarte greu de observat datorită cantității infime de radiație termică și luminoasă pe care o emit. Actualmente, se poate spune că o stea se află în faza de pitică neagră dacă temperatura acesteia este egală sau mai mică cu 2,725 grade Kelvin. Această temperatură reprezintă valoarea temperaturii raidiației cosmice de fond și scade cu trecerea timpului. Astfel, condiția de temperatutră a fazei de pitică neagră a stelelor se modifică, în scădere, în timp. Atâta timp cât valoarea temperaturii stelei va fi mai mare decât valoarea temperaturii radiației cosmice de fond, ea va rămâne vizibilă și observabilă direct dar când valoarea temperaturii stelei scade sub valoarea temperaturii radiației cosmice de fond, ea devine "invizibilă".
Teoria spune că totuși prezența piticelor negre ar fi posibil de detectat, în primul rând datorită efectelor gravitaționale pe care le produc asupra corpurilor cerești cu care interacționează și în al doilea rând datorită efectelor pe care le are câmpul lor gravitațional asupra luminii ce trece pe lângă ele. Conform teoriei generale a relativității, o pitică neagră va modifica traiectoriile razelor de lumină, ce trec pe lângă ea, în spațiu-timp datorită valorii foarte mari a câmpului gravitațional al acesteia, față de traiectoriile care ar fi fost dacă steaua nu exista. Conurile de lumină care indică traiectoriile urmate în spațiu-timp de către lumină vor fi curbate spre interior, adică spre suprafața stelei. Cu cât steaua se contractă mai mult, în urma scăderii treptate a temperaturii acesteia și a creșterii valorii forței gravitaționale, lumina va fi curbată mai mult spre suprafața stelei. Pentru un observator extern, lumina care va trece pe lângă pitica neagră va deveni din ce în ce mai slabă și va avea loc o tranziție a culorii acesteia spre roșu . Ca rezultat al curbării luminii, de către gravitația piticei negre, este și faptul că o stea care s-ar afla în spatele acesteia devine în acest caz vizibilă deși în mod normal lumina de la aceasta ar trebui să fie obturată de pitica neagră. Printr-un experiment care a pus în evidență un fenomen similar a fost demonstrată valabilitatea teoriei relativității generale.
Timpul necesar pentru ca o pitică albă să se răcească atât de mult, încât să se transforme într-o pitică neagră, este foarte greu de estimat deoarece sunt foarte mulți factori care pot interveni într-o ecuație care ar calcula o astfel de perioadă. Ca și factori perturbanți în calcul ar fi influența materiei întunecate, influența materiei cosmice provenită de la alte corpuri cerești (stele, sateliți, meteoriți, praf stelar) care ar cădea pe pitica albă și i-ar modifica masa, influența gravitațională a celorlalte stele învecinate, starea de mișcare a stelei - staționară sau de rotație și nu în ultimul rând timpul de dezintegrare al protonilor materiei stelei.John D. Barrow și Frank J. Tipler au estimat că timpul necesar ca o pitică albă să se răcească până la 5 grade Kelvin, în condiții ideale, este de 1015 ani.
Dacă teoria privind interacțiunea slabă a particulelor masive este adevărată atunci se estimează că în urma interacțiunii particulelor materiei întunecate din univers (posibil neutrino) cu materia piticelor albe s-ar elibera o cantitate de energie care le-ar ține temperatura mai ridicată, mărind astfel durata timpului necesar pentru răcire la 1025 ani. Fred Adams și Gregory P. Laughlin au calculat că datorită posibilului efect de dezintegrare al protonilor materiei piticei albe în mesoni și positroni, temperatura stelei ar putea crește cu 0,06 grade Kelvin pe o perioadă de timp destul de mare. Deși este o temperatură foarte mică aceasta va fi totuși mai mare decât temperatura pe care o va avea radiația cosmică de fond la acea dată, adică peste  1037 ani. În consecință, conform calculelor teoretice, timpul necesar de răcire al unei pitice albe, pentru a se transforma într-o pitică neagră, este de peste 1037 ani. Dacă ținem cont de estimările referitoare la timpul necesar scăderii temperaturii materiei unei pitice albe și de faptul că vârsta estimată a universului este de 1,3 x 1010 ani atunci, pentru a observa în universul nostru stele în faza de pitice negre va trebui să mai așteptăm încă de cel puțin 4 ori mai mult timp cât a trecut de la Big Bang și până acuma.
Numele de pitice negre mai este dat și obiectelor sub-stelare care nu au masă suficientă, aproximativ 0,08 din masa solară, pentru a menține reacția nucleară de fuziune a hidrogenului. Aceste obiecte mai sunt cunoscute și sub numele de pitice maro, termen stabilit în anul 1970.
A nu se confunda piticele negre cu găurile negre sau stelele neutronice.